# Ikebana
Ikebana (生け花?) è un termine giapponese che si riferisce all'arte della disposizione dei fiori recisi,  nota anche con il più desueto nome di kadō (華道?).

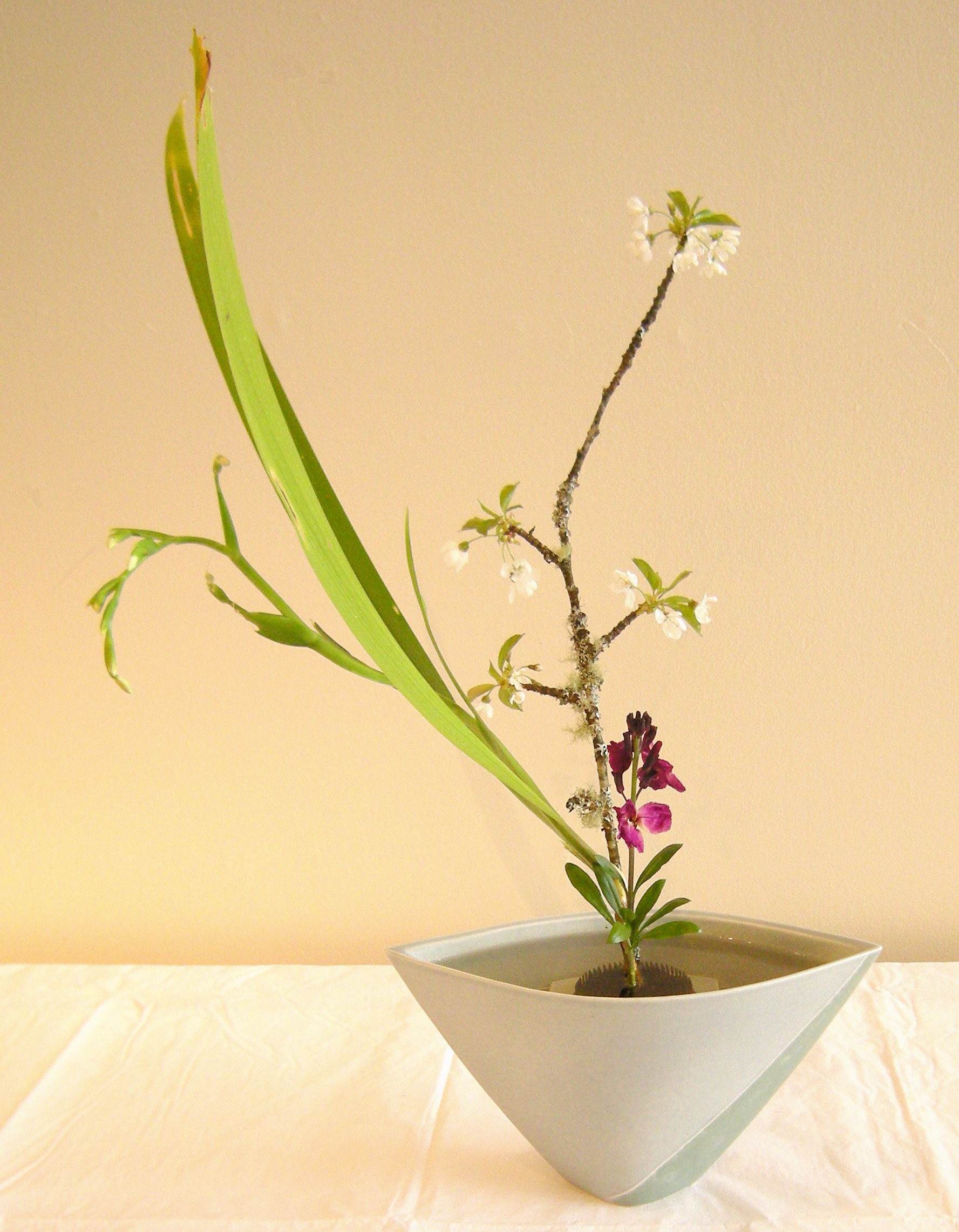
Un Ikebana

La traduzione letterale della parola ikebana è "fiori viventi", “portare il fiore alla vita”, ma l'arte dei fiori può essere anche indicata come kadō, cioè "via dei fiori", intendendo cammino di elevazione spirituale secondo i principi dello Zen.
Quest'arte di composizione floreale è documentata storicamente fin dal periodo Nara (710-784) come decorazione dell'altare buddista. Verso la seconda metà del periodo Kamakura (1180-1333) l'ikebana si staccò dalla religione, costituendo un settore d'arte a sé stante. Nella nuova cultura, creatasi durante lo shogunato di Ashikaga Yoshimasa (1436-1490), divenne un elemento importantissimo dell'architettura degli interni. Insieme con lo sviluppo della cerimonia del tè nacque poi una forma libera di ikebana (ikebana per la cerimonia del tè).
Nella seconda metà del XVII secolo l'ikebana passò dalla mano dei nobili e dei bonzi a quella del popolo. Verso la metà del periodo Edo (1603-1867) subì un processo di schematizzazione estrema. Verso la metà dell'era Meiji (1868-1912) l'ikebana si sviluppò notevolmente. Grazie anche alla politica governativa di educazione femminile, essa divenne materia d'insegnamento insieme alla cerimonia del tè e al cucito. Dopo la seconda guerra mondiale, si ebbe un suo rinnovamento quale attività creativa e, a volte, d'avanguardia. Oggi si contano più di 3.000 tra correnti e scuole. Molti maestri e maestre di quest'arte insegnano anche all'estero.

## Storia
L'ikebana è un'arte molto antica. Ebbe origine in Oriente (India, Cina), ma solo nel complesso artistico e religioso del Giappone trovò terreno fertile per il proprio sviluppo trasformandosi, da iniziale offerta agli dei, in una multiforme espressione artistica. Le origini risalgono al VI secolo d.C., al periodo in cui il buddhismo, attraverso la Cina e la Corea, penetrò nell'arcipelago nipponico introducendovi, fra le altre, l'usanza delle offerte floreali votive. In origine l'arte dei fiori era praticata solamente da nobili e monaci buddhisti, le classi elevate del Giappone; solo molto più tardi si diffuse in tutti i ceti, diventando popolare con il nome di ikebana. Il primo stile, piuttosto elaborato, fu il Rikka, che nella composizione comprendeva la presenza di sette elementi: i tre rami principali e i quattro secondari. In seguito fu elaborato uno stile più semplice, il Nageire, al quale seguì il Seika, un Rikka semplificato, meno austero del Nageire. In epoca moderna ogni scuola adottò un proprio stile personale e si cominciarono ad usare anche vasi bassi dal bordo poco elevato, e sassi, rami secchi ed altri materiali naturali.

## I materiali
Tutti gli elementi utilizzati nella costruzione dell'ikebana devono essere strettamente di natura organica, siano essi rami, foglie, erbe, o fiori.
Nelle composizioni dell'ikebana rami e fiori sono disposti secondo un sistema ternario, quasi sempre a formare un triangolo. Il ramo più lungo, più importante, è considerato qualche cosa che si avvicina al cielo, il ramo più corto rappresenta la terra e il ramo intermedio l'uomo.
Così come queste tre forze si devono armonizzare per formare l'universo, anche i fiori e i rami si devono equilibrare nello spazio senza alcuno sforzo apparente.

## Le scuole

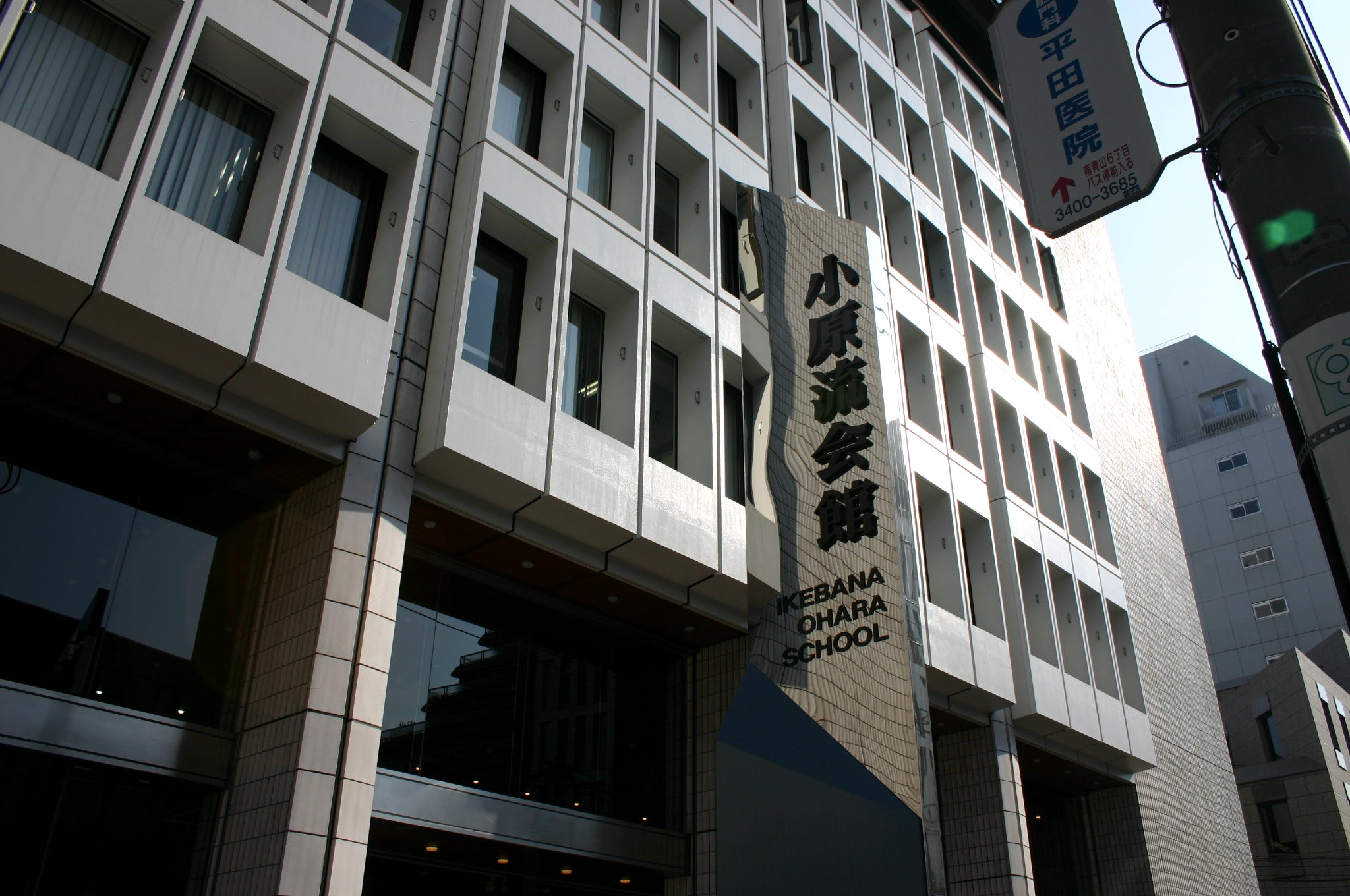
La sede della scuola Ohara a Tokyo

Le scuole più famose, ognuna col proprio stile, sono: Ikenobo, Wafu, Ohara e Sogetsu.
Un capitolo a parte è costituito dalle composizioni che vengono preparate per la Cerimonia del tè o Cha no yu, che sono di solito di dimensioni molto contenute e vengono designate come chabana, cioè fiori per il tè.

## La diffusione in Italia
L'ikebana inizia a diffondersi in Italia all'inizio degli anni sessanta del Novecento, periodo in cui vengono pubblicati i primi manuali in italiano a cura di Jenny Banti-Pereira e Evi Zamperini Pucci.

## Galleria d'immagini

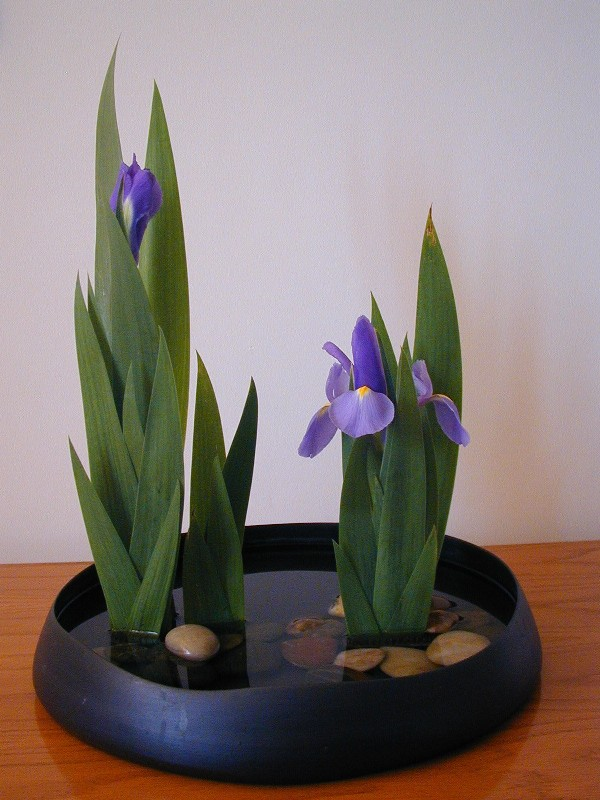
Forma Kakitsu
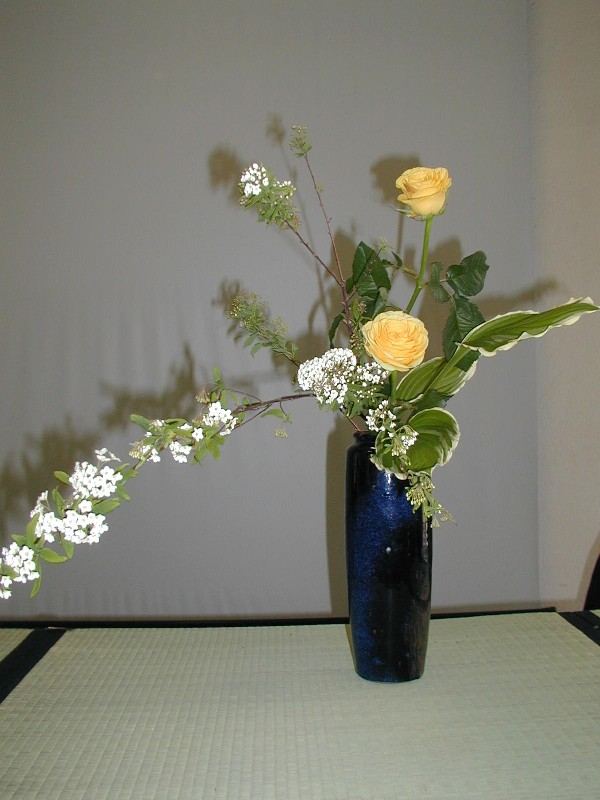
Forma Heika
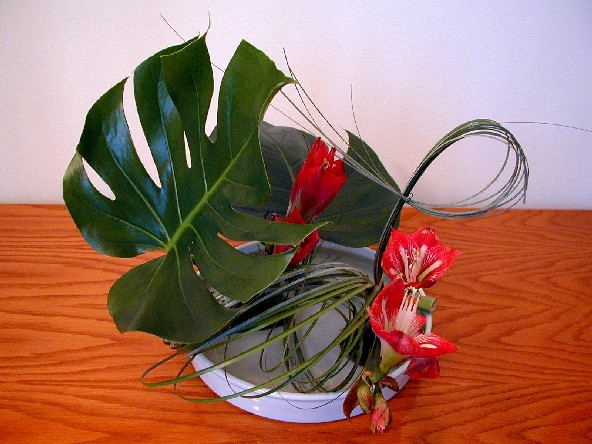
Forma libera
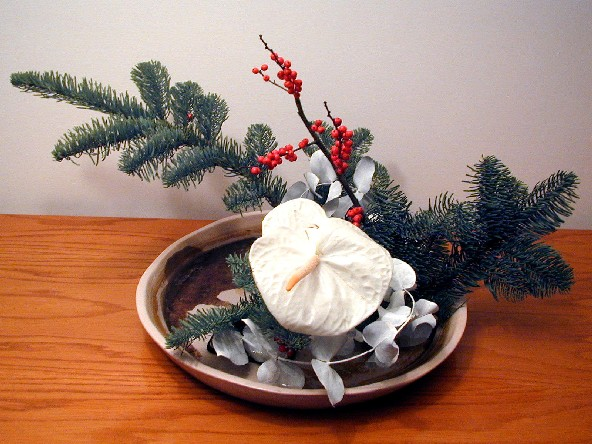
Forma libera
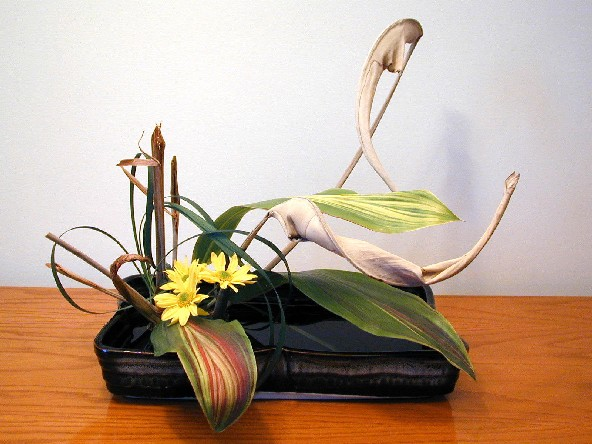
Forma libera
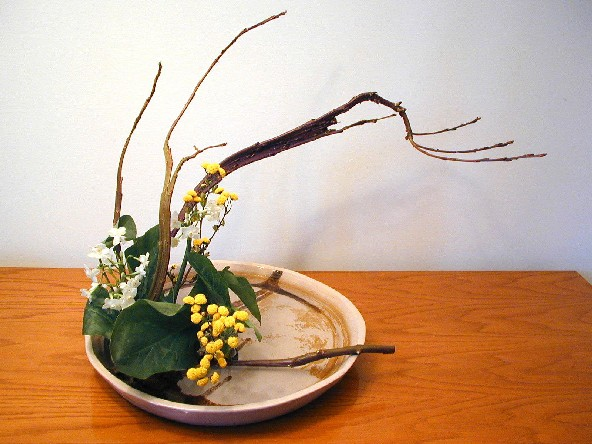
Forma libera
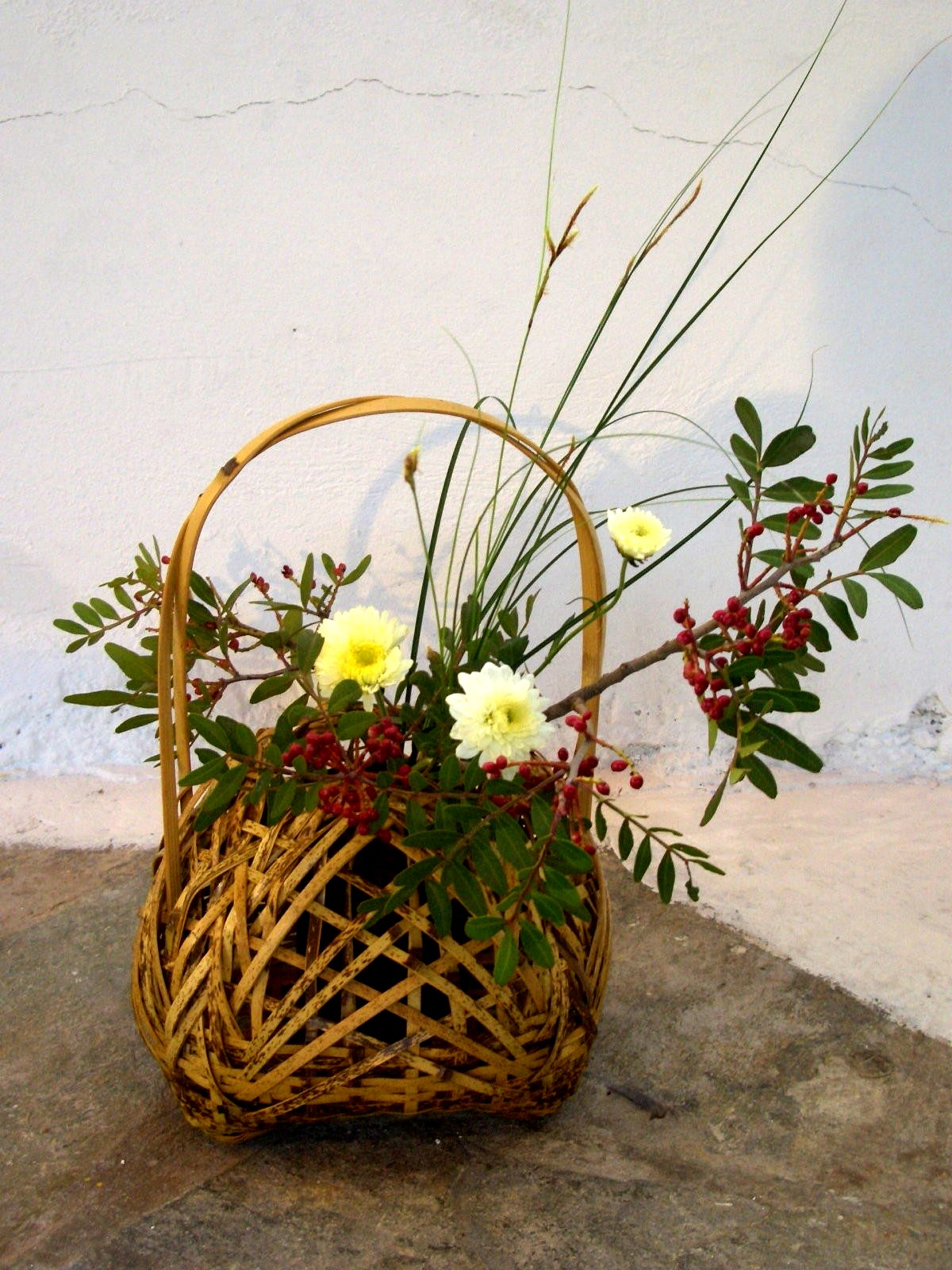
Cestino
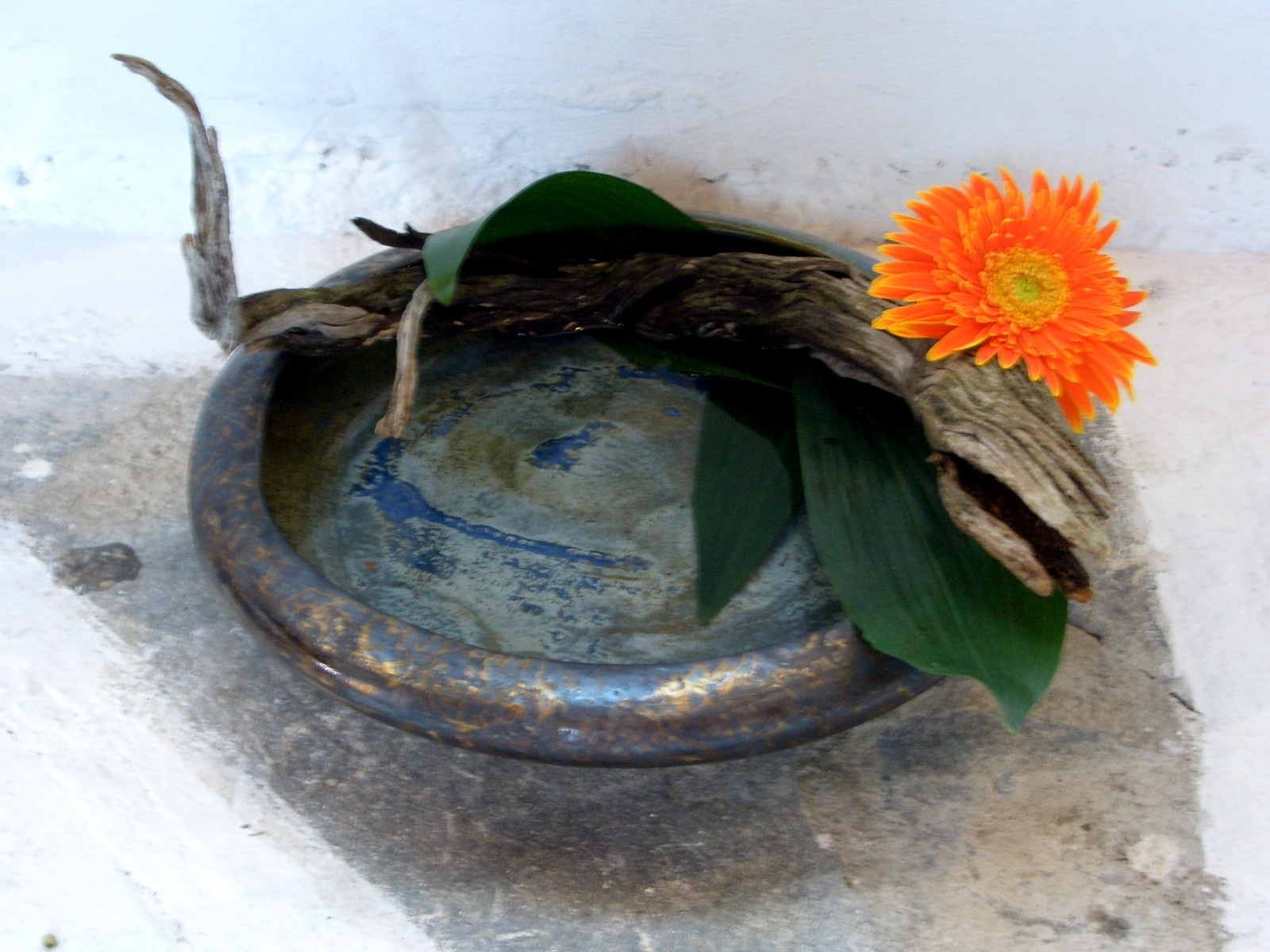
Free style
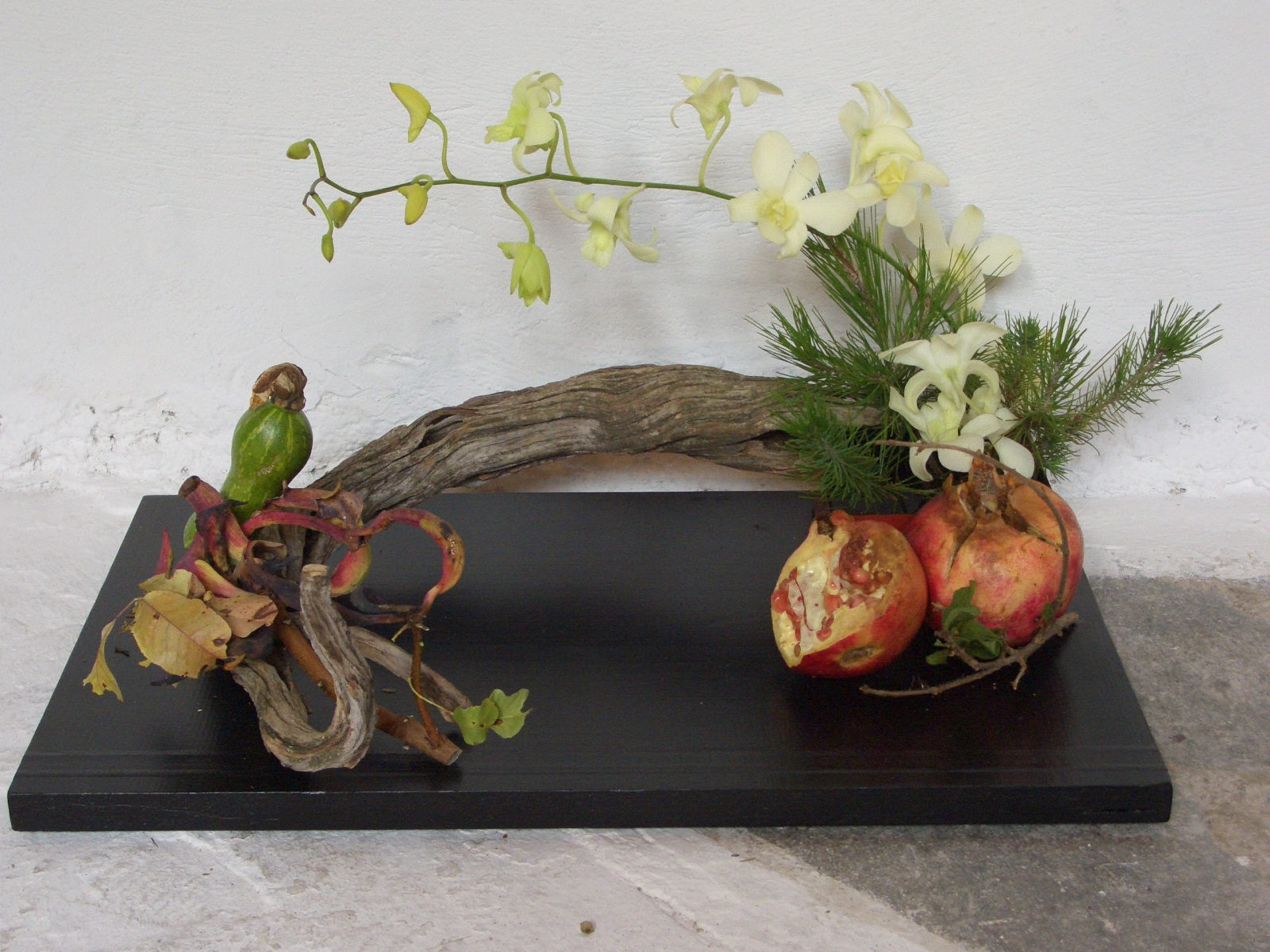
Morimono
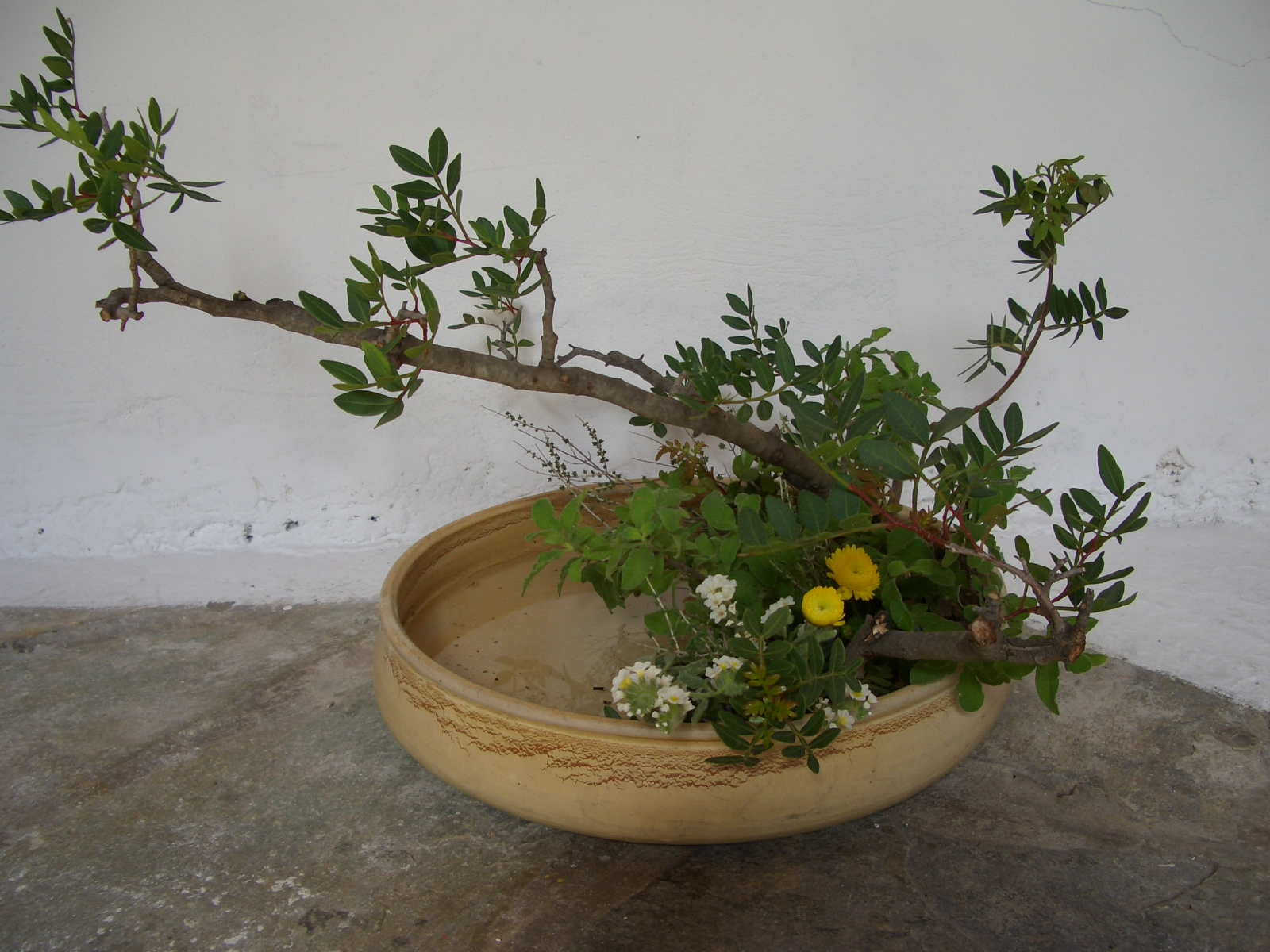
Paesaggio
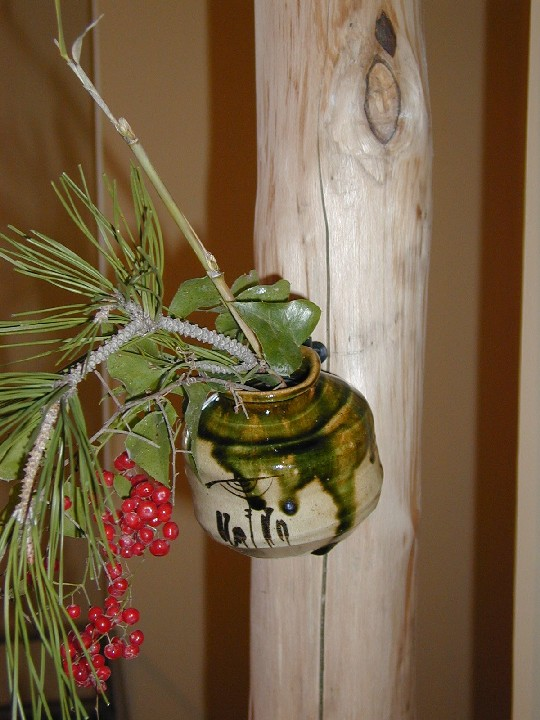
Chabana